# イタチ亜科
イタチ亜科（イタチあか、Mustelinae）は、哺乳綱食肉目イタチ科に分類される亜科。イタチ属（Mustela）とミンク属（NeovisonまたはNeogale）からなる。

## 種
以下の現生する属の分類はSato (2016) に、種の分類・英名はMSW3 (Wozencraft, 2005) に従う（MSW3ではカワウソ亜科を除くイタチ科の他属を含めている）。和名は斉藤ら (1991) および川田ら (2018) に従う。
- イタチ属 Mustela
  - Mustela africana アマゾンイタチ Amazon weasel
  - Mustela altaica アルタイイタチ Mountain weasel
  - Mustela erminea オコジョ Ermine
  - Mustela eversmannii ステップケナガイタチ Steppe polecat
  - Mustela felipei コロンビアイタチ Colombian weasel
  - Mustela frenata オナガオコジョ Long-tailed weasel
  - Mustela itatsi ニホンイタチ Japanese weasel（タイリクイタチの亜種とする説もあり）
  - Mustela kathiah キバライタチ Yellow-bellied Weasel
  - Mustela lutreola ヨーロッパミンク European mink
  - Mustela lutreolina インドネシアヤマイタチ Indonesian mountain weasel
  - Mustela nigripes クロアシイタチ Black-footed ferret
  - Mustela nivalis イイズナ Lesser weasel
  - Mustela nudipes ハダシイタチ Malayan weasel
  - Mustela putorius ヨーロッパケナガイタチ European polecat
  - Mustela sibirica タイリクイタチ[3]（シベリアイタチ[2]） Siberian weasel
  - Mustela strigidorsa セスジイタチ Back-striped weasel
  - Mustela subpalmata エジプトイイズナ[2] Egyptian weasel
- ミンク属 Neovison[2]
  - †Neovison macrodon ウミミンク[3]（ウミベミンク[2]） Sea mink（絶滅種）
  - Neovison vison アメリカミンク[3]（ミンク[2]） American mink

## 分類の変遷
かつてはテン属などが本亜科に含まれ、アナグマ属などやラーテルでアナグマ亜科・ラーテル亜科などを構成する説もあった。一方で広義のアナグマ亜科や本亜科が側系統と考えられたことから、2005年にはカワウソを除くイタチ科の全種からなる亜科とされた。その後の分子系統解析から従来のイタチ亜科が側系統群であることが判明し、イタチ亜科はイタチ属とミンク属からなる単系統群として再定義された。新・イタチ亜科はカワウソ亜科と姉妹群であることも明らかになった。
アメリカミンク・ウミベミンクの2種は、かつてはイタチ属に含まれていた。1997年にミンク属（Neovison）が記載され、MSW3ではミンク類2種を含む属とされた。一方で複数の分子系統解析でオナガオコジョ・コロンビアイタチ・アマゾンイタチがアメリカミンクとの単系統群を形成することから、これらの新世界のイタチ類を先行して記載されたNeogale属にまとめる説もある。

## 人間との関係
毛皮は革製品に利用される。ミンクからは良質な毛皮が取れるため養殖される。
ヨーロッパケナガイタチ（ステップケナガイタチを原種とする個体もいる可能性あり）は家畜化され愛玩動物のフェレットとして、飼育される。
民家の近くに住みネズミ等を食べることから益獣として扱われることも多い。しかし人間によりネズミの駆除や養殖された個体が脱走等の理由で移入され、移入先の生態系に壊滅的な打撃を与えることもある。
開発による生息地の破壊やそれに伴う獲物の減少、毛皮目的の狩猟に乱獲等により生息数が減少している種もいる。